# Педраш-Тіньйозаш
До складу групи островів Педраш-Тіньйозаш входять два острівця — більший та південніший Тіньйоза-Гранде і менший та північніший Тіньйоза-Пекена. Відстань від острова Принсіпі становить 23,5 км до острівця Тіньйоза-Гранде та 20,5 до острівця Тіньйоза-Пекена. Відстань між ними — 4,2 км, і лежать вони на лінії північний захід — південний схід.
Острови скелясті, незаселені, голі від рослинності. Площа островів становить 0,23 км², максимальна висота — по 40 м на обох острівцях.
| Прапор Сан-Томе і Принсіпі | Це незавершена стаття про Сан-Томе і Принсіпі. Ви можете допомогти проєкту, виправивши або дописавши її. |